# عائشة مليس غوركايناك
عائشة مليس غوركايناك (مواليد 20 أبريل 1990) هي لاعبة كرة طائرة تركية تلعب في نادي فاكيف بنك.